# Battaglia del Platte Bridge
La battaglia del Platte Bridge (in inglese Battle of Platte Bridge) ebbe luogo il 25 e 26 luglio 1865 al termine della grande offensiva estiva portata dagli indiani Lakota Sioux e Cheyenne del Nord contro avamposti dell'esercito degli Stati Uniti che presidiavano strade e stazioni telegrafiche poste lungo il corso del fiume North Platte nell'allora territorio del Dakota (attuale Stato del Wyoming). Sebbene sia considerato uno scontro di minore importanza, la battaglia del Platte Bridge dimostrò la determinazione delle tribù delle Grandi pianure a difendere il loro territorio dall'invasione dei bianchi che, in questo modo, mancavano di onorare i termini del trattato di Fort Laramie del 1851.

## Antefatto
Nella primavera del 1866 gli Oglala Sioux di Nuvola Rossa erano accampati nella regione del Powder River insieme ai loro alleati Cheyenne del Nord e Arapaho. Queste tribù avevano formato un'alleanza come risposta al massacro di Sand Creek del 29 novembre 1864, quando la milizia del Colorado sotto il comando del colonnello John Chivington aveva ucciso più di 200 Cheyenne e Arapaho lungo le rive del fiume Big Sandy Creek, in Colorado.

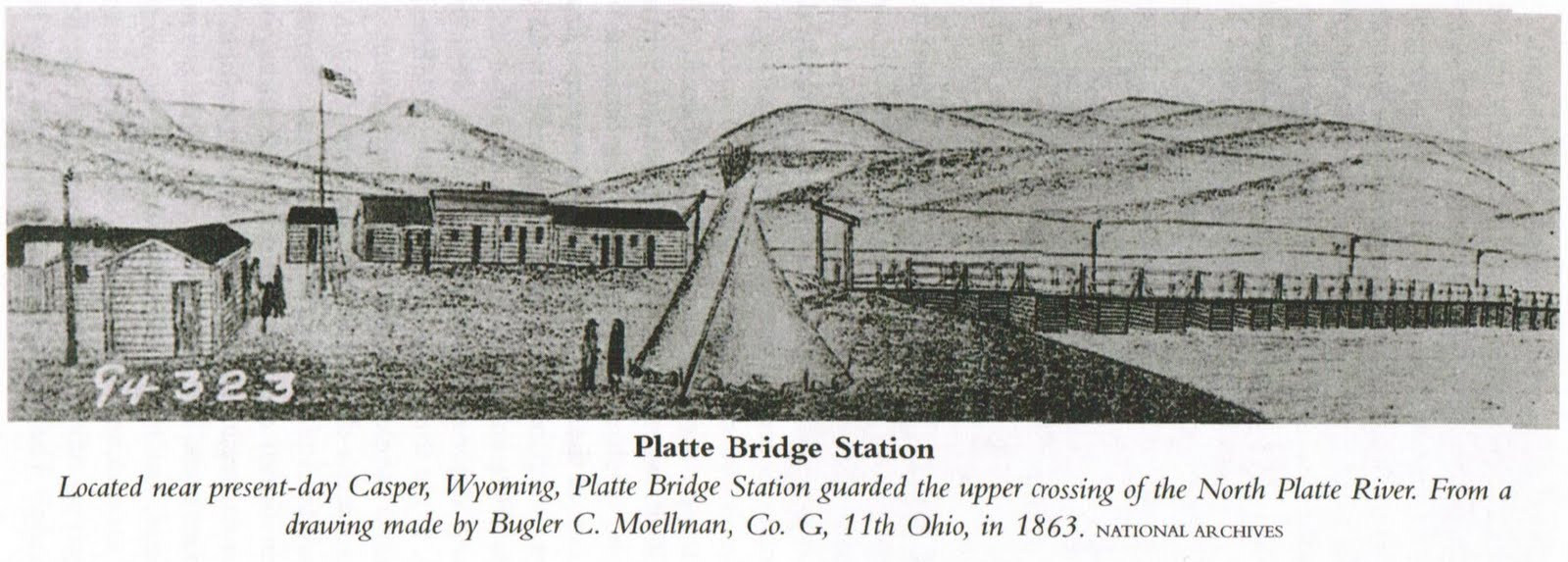
Disegno della postazione sul Platte Bridge realizzato nel 1863 da C. Moellman, trombettiere dell'11º Reggimento di Cavalleria dell'Ohio (American Heritage Center)

 Per vendicarsi di quel massacro e per fermare l'avanzata dei soldati che si spingevano sempre più a nord, Nuvola Rossa e Giovane-Uomo-Che-Teme-i-Suoi-Cavalli per gli Oglala e Naso Aquilino per i Cheyenne del Nord decisero di attaccare i soldati che presidiavano il ponte sul fiume North Platte nei pressi dell'attuale città di Casper (Wyoming). Era quello uno snodo cruciale per le carovane che si muovevano lungo l'Oregon Trail dirette a ovest e lungo il Bozeman Trail dirette a nord. La posizione strategica di quel ponte aveva indotto il comando di Fort Laramie a stabilire un presidio militare in quella zona. L'avamposto, noto come Platte Bridge Station, cominciò a operare nel 1862 e si avvaleva della presenza di un centinaio di soldati oltre a quella di una dozzina di civili.
Il 24 luglio, una forza di quasi tremila guerrieri raggiunse le Red Buttes, alture che sovrastavano il ponte e l'annessa postazione militare sul North Platte. Malgrado fossero in numero soverchiante rispetto agli uomini della guarnigione, Nuvola Rossa e gli altri capi stabilirono di attirare i militari fuori dal presidio ricorrendo al solito trucco degli uomini-esca per poi poterli attaccare più facilmente in campo aperto.
Il mattino seguente, all'alba, un gruppo di venti guerrieri, tra cui Cavallo Pazzo, George Bent e altri portatori di casacca, gridando e agitando le coperte cercò di indurre i soldati della palizzata ad attraversare il ponte e a inseguirli sulle colline dove si nascondeva il grosso degli indiani. Per difendere il ponte, dal fortino uscì una pattuglia di soldati che poi rientrò precipitosamente nel presidio avendo scorto numerosi guerrieri che erano venuti fuori prima del tempo dai loro nascondigli sulle colline.

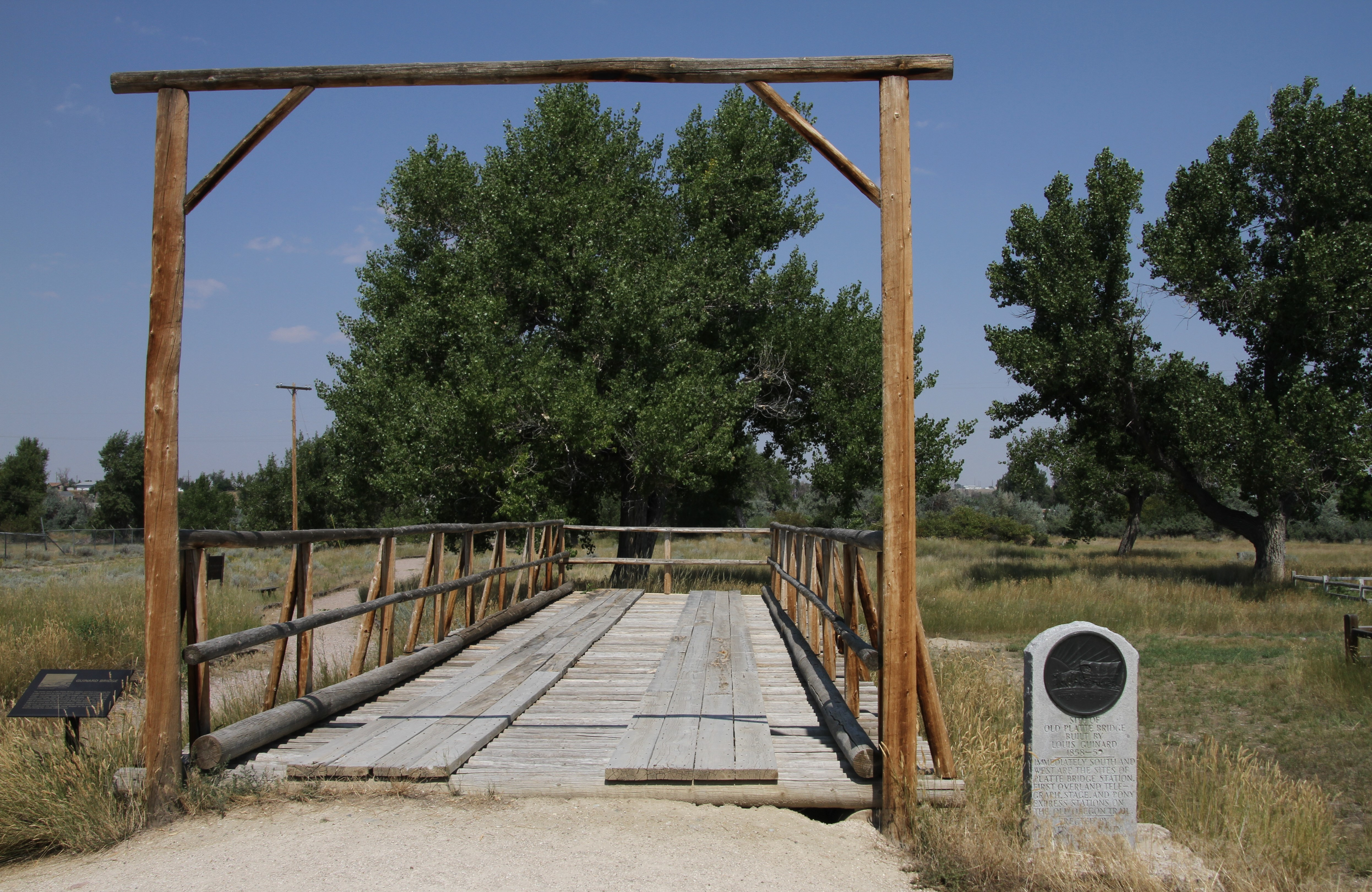
Ricostruzione del Platte Bridge nell'area museale dell'antico forte nei pressi di Casper (Wyoming)

Il giorno 26 gli uomini-esca fecero un nuovo tentativo per attirare i soldati nella trappola. Con sorpresa, invece, videro uscire dal forte un reparto di cavalleggeri che ignorò gli indiani e si diresse verso ovest. I soldati erano comandati dal tenente Caspar Collins dell'11º Cavalleria Volontari dell'Ohio. Compito del reparto di Collins, che con i suoi vent'anni era all'epoca il più giovane ufficiale dell'esercito degli Stati Uniti d'America, era di incontrare e scortare un convoglio di carri che portava rifornimenti al forte. Collins e i suoi uomini erano giunti a circa un miglio dal forte, quando dalle colline alcune centinaia di guerrieri Oglala e Cheyenne piombarono su di loro e rapidamente li circondarono. In loro soccorso, dal forte furono sparati alcuni colpi di obice il che consentì alla maggior parte dei cavalleggeri di mettersi al sicuro all'interno della palizzata. Malgrado ciò, sul terreno che era stato teatro dello scontro, rimasero il tenente Collins e quattro dei suoi uomini mentre gli indiani non subirono perdite.
Durante la mattinata i guerrieri tagliarono anche la linea telegrafica che collegava quella postazione con Fort Laramie, prima che potessero essere richiesti rinforzi. Una squadra di undici soldati che era uscita dal forte per riparare la linea venne attaccata dagli indiani che uccisero un militare.

## Battaglia delle Red Buttes

Foto d'epoca con le alture delle Red Buttes sullo sfondo e l'Oregon Trail all'incrocio dei fiumi North Platte e Sweetwater, in primo piano

La battaglia delle Red Buttes (in inglese Battle of Red Buttes) può considerarsi un'estensione di quella precedente. Nella tarda mattinata di quello stesso giorno, gli indiani concentrarono la loro attenzione sulla carovana di rifornimenti che, a circa cinque miglia di distanza dal forte, intorno alle 11 dovette subire l'attacco dei pellerossa. A capo della scorta armata al convoglio c'era il sergente Amos J. Custard il quale, nel tentativo di respingere l'assalto, fece disporre i carri in posizione circolare ammucchiando il carico sotto di essi per formare una specie di struttura difensiva. I soldati, che erano dotati di fucili Spencer, per quattro ore riuscirono in tal modo a tenere a bada i Cheyenne di Naso Aquilino che giravano in tondo intorno ai carri.
Quando cominciarono a scarseggiare le munizioni e l'intensità degli spari diminuì, gli assalitori diedero fuoco ai carri e Custard e il treno di rifornimenti furono sopraffatti. La battaglia provocò la morte di tutti i ventidue soldati. Si salvarono solo tre dei cinque uomini che erano stati mandati in esplorazione e che erano riusciti a raggiungere il forte dopo aver ucciso in uno scontro Mano Sinistra, fratello di Naso Aquilino. Secondo George Bent le perdite per i nativi americani furono di otto morti e di un numero imprecisato di feriti.
Al termine della giornata, Nuvola Rossa e gli altri capi di guerra, soddisfatti per l'esito degli scontri lasciarono il campo di battaglia e rientrarono nel territorio del fiume Powder.
Il sacrificio di Caspar Collins è stato degnamente onorato e commemorato dai vertici militari. Nel novembre di quello stesso anno, il Dipartimento della guerra decise che la stazione di Platte Bridge fosse rinominata Fort Caspar, in onore del giovane tenente. Due anni dopo, quando in agosto Fort Caspar fu abbandonato dai soldati, gli indiani bruciarono tutto ciò che restava di quella struttura. Il forte è stato poi parzialmente ricostruito nel 1936 e dal 1971 è stato registrato come monumento storico nazionale nel Registro nazionale dei luoghi storici (NRHP). Il sito, denominato Fort Caspar Museum, presenta edifici ricostruiti, tra cui una palizzata e una replica del traghetto mormone che operò dal 1847 al 1849, ed è gestito dalla città di Casper (Wyoming).